# Long Hổ Sơn
Long Hổ Sơn (Trung Quốc: 龍虎山, bính âm: Lónghŭ Shān; nghĩa là "" núi Long Hổ "", Cám ngữ: Lung-fu San), nằm ở tỉnh Giang Tây, Trung Quốc. Nó nổi tiếng là một trong những nơi sinh của Đạo giáo, với nhiều ngôi chùa học được xây dựng trên các sườn núi. Nó đặc biệt quan trọng đối với Chánh Nhất giáo vì Thượng Thanh quan và nơi ở của các Đạo sĩ được đặt ở đây. Nó được biết đến như một trong những bốn ngọn núi thiêng của Đạo giáo.
Hai trong số đó là ngôi đạo quan là Tiên Nham và Chánh Nhất, tất cả được thành lập bởi Trương Lăng, người sáng lập của tôn giáo. Có nhiều đền thờ Đạo giáo ở gần thị trấn Thượng Thanh gần đó. Một trong những ngôi chùa ở Thượng Thanh đã được đề cập trong phần đầu của cuốn tiểu thuyết nổi tiếng của Trung Quốc "Thủy hử".
Long Hổ Sơn cũng có ý nghĩa văn hóa như một nghĩa trang lịch sử của dân Guyue, người đặt người chết trong quan tài treo trên vách đá.
Trong tháng 8 năm 2010, UNESCO ghi núi Long Hổ vào danh sách Di sản thế giới như là một phần của khu phức hợp sáu địa điểm tạo nên Trung Quốc Đan Hà.
Để tới đây ta có thể di chuyển từ thành phố lân cận Ưng Đàm.

## Hình ảnh

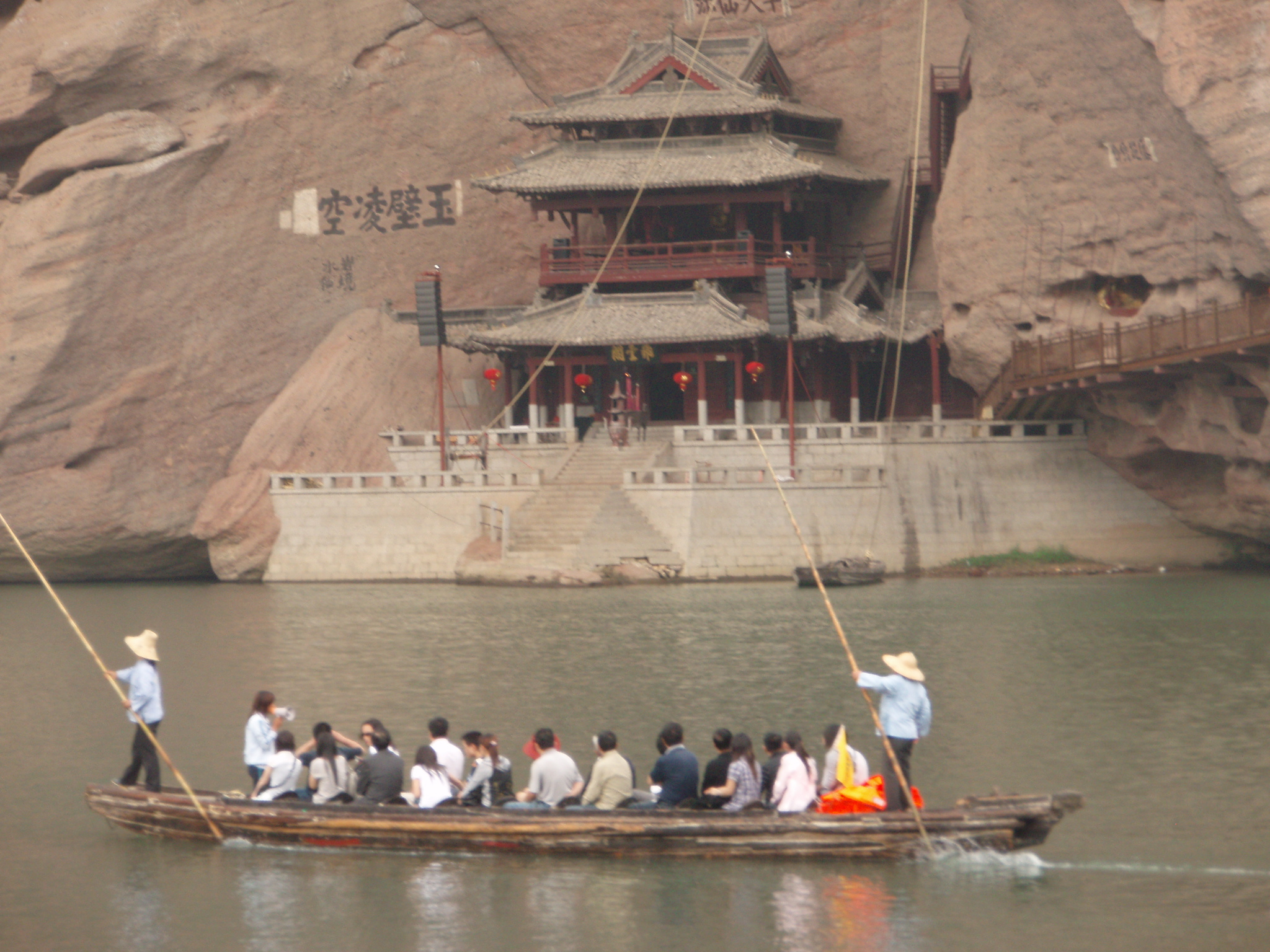
Một ngôi đền thờ bên vách đá
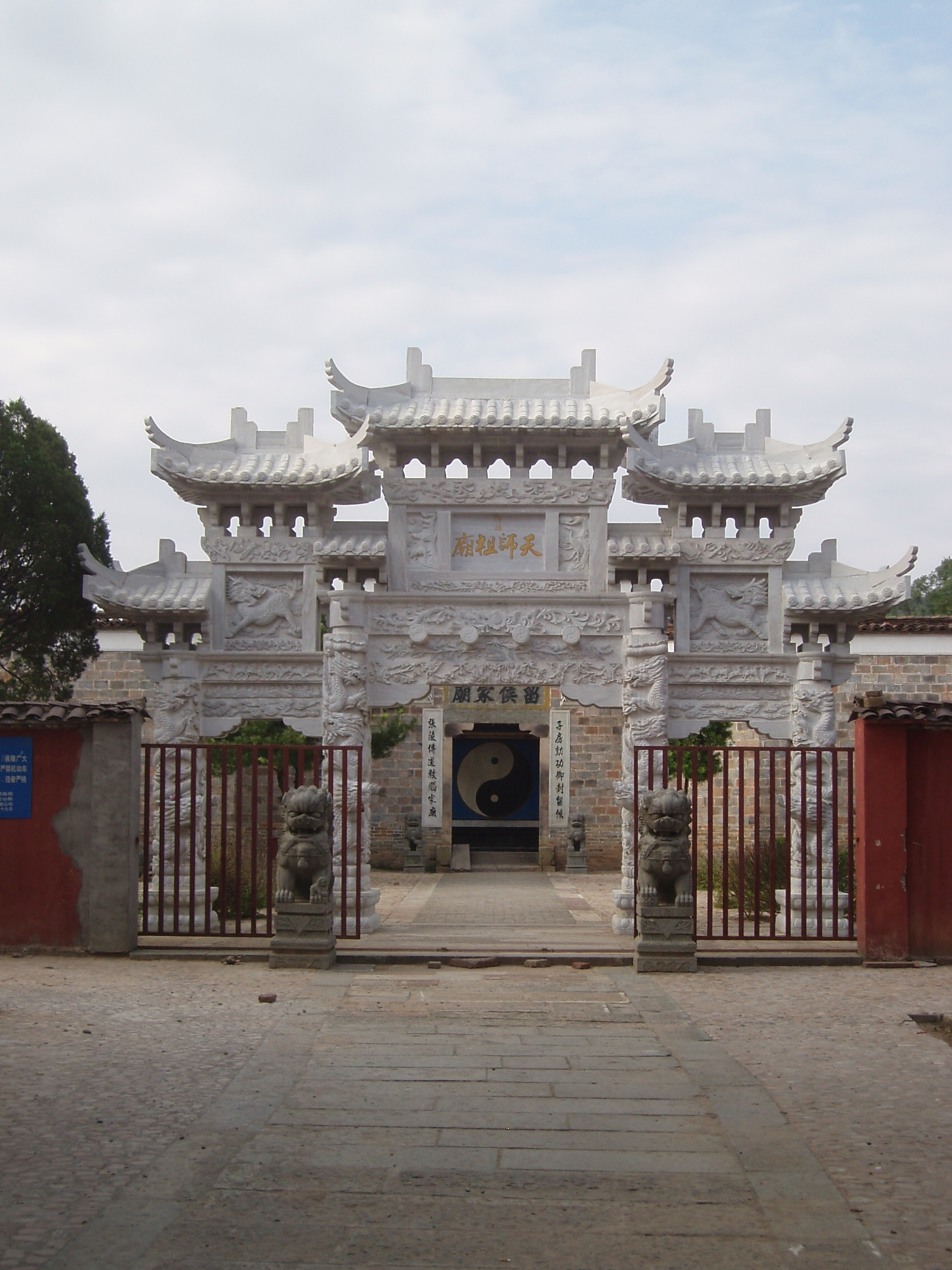
Cổng Tianshifu của đền thờ các vị thiên sư Đạo giáo tại núi Long Hổ
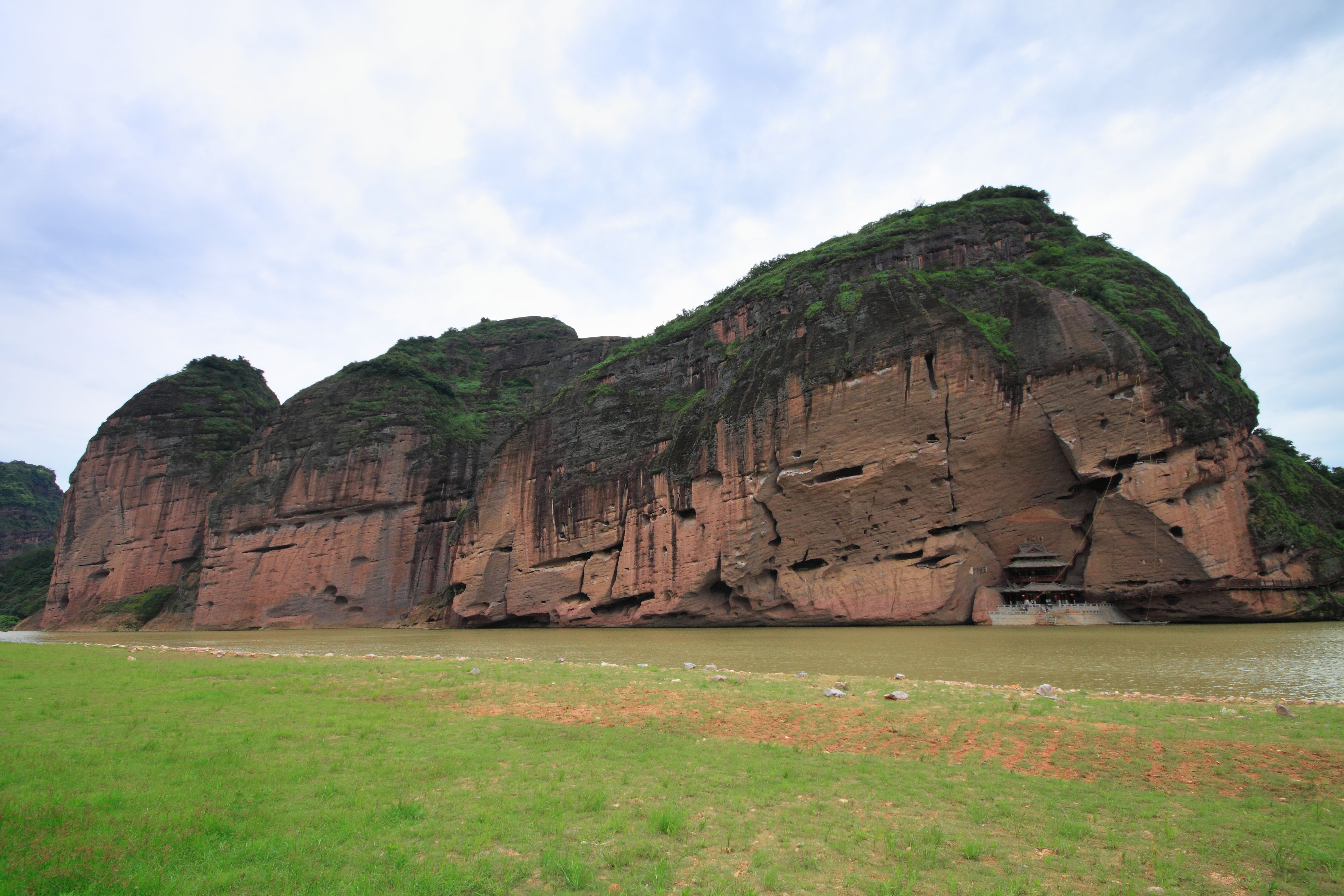
Hình ảnh các vách đá
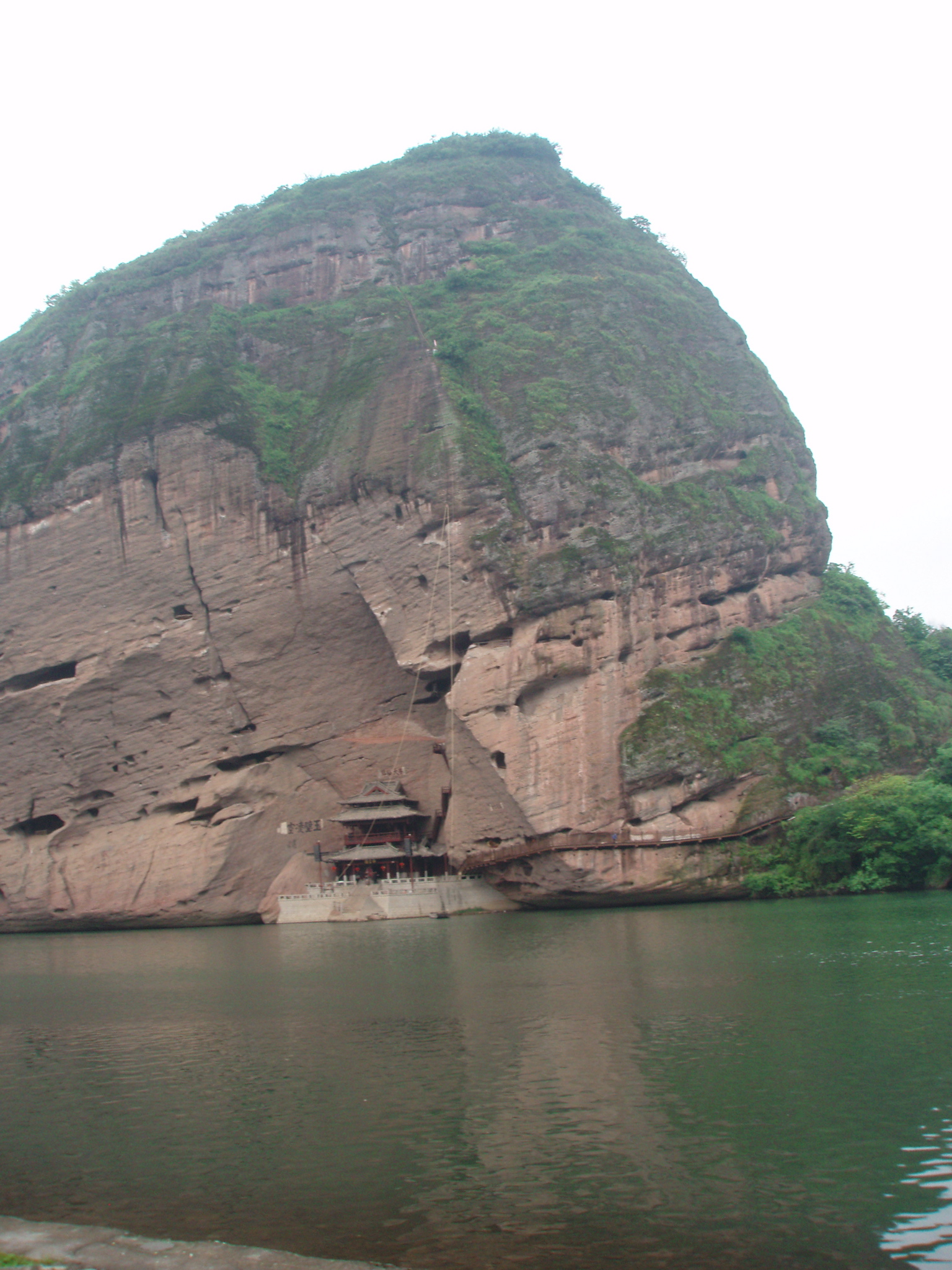
Cận cảnh vách đá